# Antioh III. Veliki
Antioh III. Veliki (grč. Ἀντίoχoς Μέγας, 222. – 187. pr. Kr.) je bio šesti vladar seleukidske dinastije. Došavši na prijestolje kao mladić nakon smrti svog starijeg brata Seleuka III. Kerauna, pokazao je velike ambicije ali s vremenom i sposobnost zbog koga se drži najvećim seleukidskim vladarom nakon samog osnivača Carstva Seleuka I. Nikatora. Nakon neuspjelog pokušaja da od ptolomejskog Egipta preotme Siriju na početku vladavine, uslijedio je niz pohoda u kome je učvrstio poljuljani autoritet carstva, proširio granice i vratio velike dijelove teritorija koje su izgubili njegovi prethodnici. Antiohovu seriju uspjeha je prekinuo rimsko-sirijski rat u kome je poražen od strane Rimske Republike. 

## Životopis

### Rani život
Antioh je bio mlađi sin kralja Seleuka II. Kalinika i kraljice Laodike II. Do trenutka kada je došao na vlast, carstvo se nalazilo u rasulu izazvanom katastrofalnim porazom od Ptolemejevića u trećem sirijskom ratu odnosno separatističkim pobunama u kojima su sudjelovali i članovi same vladarske obitelji. Seleukidska vlast se zbog toga svodila uglavnom na područja Mezopotamije i današnjeg zapadnog Irana. Seleukidima je najviše problema zadala pobuna Antiohovog strica Antioha Hijeraksa u Maloj Aziji, koju je Seleuk II. uspio ugušiti tek neposredno prije svoje smrti, ali koje su u međuvremenu iskoristili brojni tamošnji vazali i plemići kako bi se osamostalili, najviše pergamski kralj Atal I. Antiohov stariji brat Seleuk III. je nakon dolaska na vlast pokušao pokoriti Pergam, ali je na pohodu ubijen od strane vlastitih vojnika čime je Antioh 222. pr. Kr. došao na vlast.

### Uspon
Na samom početku vladavine Antioh je djelomično smirio stanje u Maloj Aziji poslavši svog rođaka Aheja koji se pokazao kao sposoban zapovjednik i uspio pod seleukidsku vlast staviti veliki dio ranije izgubljenih područja. Međutim, Antiohova vlast je bila opterećena i njegovim glavnim ministrom Hermejom, beskrupuloznim spletkarom koji je protiv kralja uspio okrenuti i njegove dotadašnje pristaše. To se prije svega odnosilo na braću Molona i Aleksandra koji su digli ustanak u Mediji i Perziji, a na kraju se protiv kralja okrenuo i Ahej. U tom je trenutku Hermeja savjetovao kralja da se umjesto pobunjenika obračuna s Egipćanima, odnosno osveti za treći sirijski rat. Antioh je ispočetka poslušao savjete, ali je njegov pohod na Siriju kojim je započet četvrti sirijski rat, završio neuspjehom. Antioh se stoga predomislio te krenuo na istok protiv pobunjenih satrapa, ostavivši trudnu suprugu Laodiku na dvoru. Godine 220. pr. Kr. munjevitim je pohodom porazio pobunjene satrape, a potom čuo kako ga Hermeja namjerava ubiti kako bi vladao u ime njegovog malodobnog sina. Antioh je dao ubiti Hermeju, a smrt omraženog premijera mu je donijela popularnost i vratila brojne dotadašnje prevrtljive podanike.
Shvativši da Ahej nema namjere pomoći Egipćanima, Antioh se potom mogao posvetiti Egiptu. Godine 219. pr. Kr. prodire u Siriju, a do 217. pr. Kr. dospio je sve do Gaze. Njegovo dalje napredovanje su zaustavili pregovori s egipatskim ministrom Sosibijem, koji je njima samo kupovao vrijeme. Kada je došlo do velike bitke kod Rafije, seleukidska vojska je poražena i prisiljena na povlačenje. Usprkos tome, Antioh je uspio na mirovnim pregovorima očuvati dio svojih osvajanja na Levantu, prije svega strateški važnu luku Seleukija Pijerija.
Antioh se potom mogao okrenuti vraćanju teritorija na zapadu, sjeveru i istoku koje su izgubili njegovi prethodnici. Nastojeći riješiti Ahejev problem, sklopio je privremeni savez s Atalom I. pa 215. pr. Kr. uspjeva osvojiti veći dio Male Azije uključujući i Sard. Potom se okrenuo Armeniji gdje je prisilio kralja Kserksa da 212. pr. Kr. prizna njegovu vlast, a zatim na istok prema partskom kraljevstvu gdje 209. pr. Kr. zauzima prijestolnicu Hekatompil i prisiljava kralja Arsaka II. da također prizna njegovu vlast. Iste je godine Antioh prodire i u Baktriju, nekadašpnju satrapiju koja je nekoliko desetljeća prije proglasila nezavisnost, te pokušao zauzeti njen glavni grad Baktru. Iako grad nije osvojen, tamošnji kralj Eutidem također priznava seleukidsku vlast. Antioh je nastavio pohod na istok, došavši u područje današnjeg Kabula gdje je obnovio prijateljstvo s lokalnim kraljem Sofasagenom, a potom nastavio na jug u Indiju čime je istočne seleukidske granice doveo do nekadašnjeg opsega Aleksandrovog carstva. Kada se vratio na zapad, oko 204. pr. Kr. pokreće i pohod protiv grada Gerrha na zapadnoj obali Perzijskog zaljeva, nakon čega je zbog svojih dostignuća preuzeo naslov Veliki.
Godine 204. pr. Kr. u Egiptu kralj Ptolemej IV., a borba za vlast među plemićima dovela je do ustanaka i velike političke nestabilnosti. Antioh odlučuje iskoristiti situaciju, pa prethodno sklopivši savez s makedonskim kraljem Filipom V. pokreće i peti sirijski rat. Godine 198. pr. Kr. nanio je Ptolomejevićima poraz u bitci kod Panijuma, a mirovnim sporazumom svom je carstvu pripojio cijeli Levant. Tada se Antioh nalazio na vrhuncu moći te postao najmoćniji zapadni vladar nakon Aleksandra Makedonskog.

### Rat protiv Rimljana i smrt
Antiohovoj hegemoniji pomoglo je i to što je Makedonija poražena i oslabljena u drugom makedonskom ratu, što je Antiohu stvorilo preduvjete za širenje prema zapadu. Antiohove trupe tako 190-ih pr. Kr. prešle Dardanele i prodrle u Tračku. Međutim, taj je prodor doveo Antioha u sukob s Rimskom Republikom koja je pod parolom oslobođenja malih polisa od velikih tiranskih monarhija nastojala stvoriti vlastitu hegemoniju u Grčkoj. Rimljane su takpđer zabrinule i Antiohove namjere da zauzme Pergam koji se u prethodnim ratovima pokazao pouzdanim rimskim saveznikom. Tako su nastale višegodišnje napetosti, a nakon bezuspješnih pokušaja da se spor riješi diplomatskim putem, godine 192. pr. Kr. izbila su otvorena neprijateljstva. Antioh je pokušao preduhitriti Rimljane invazijom Grčke, ali je sljedeće godine poražen u kod Termopila. Antioh se nakon toga povukao u Malu Aziju, a nakon još jednog pokušaja spor riješi mirnim putem je poražen kod kod Magnezije (190. pr. Kr.). Zbog toga je dvije godine kasnije bio prisiljen potpisati mir u Apameji kojim su gotovo sva njegova područja u Maloj Aziji pripala Pergamu. Istovremeno su se uz rimsku pomoć pobunili i njegovi satrapi u Armeniji čime nastaju lokalne nezavisne države. Sam Antioh je svog najstarijeg sina Demetrija I. bio prisiljen dati kao taoca u Rim.
Nastojeći ponovno uspostaviti uzdrmani autoritet, Antioh je 187. pr. Kr. krenuo osobno naplatiti danak iz hramova u Elimaidi, ali je na putu ubijen u pobunjeničkoj zasjedi. Naslijedio ga je mlađi sin Seleuk IV. Filopator. Pod njegovom i vladavinom njegovih nasljednika Carstvo će sljedećih nekoliko desetljeća toliko oslabiti da će mu vlast suziti na područje današnje Sirije.

## Poveznice
- Seleukidi